# ジル・ホルスト

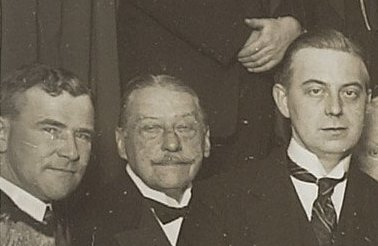
ジル・ホルスト（左）、 ピーター・バークアウト、B・ファン・デル・ポール（1925年）

ジル・ホルスト（Gilles Holst、1886年3月20日 - 1968年10月11日）はオランダの物理学者で、1932年に低圧ナトリウムランプを発明したことで世界的に知られている。

## 生いたち
父親は造船所の経営者であった。1904年、チューリッヒ工科大学で機械工学を学び、1年後に数学と物理学に転向した。

## 経歴
ファン・デル・ポール振動子で知られるバルタザール・ファン・デル・ポールや、ペニングイオン化とペニングガスで知られるフラン・ミシェル・ペニングと共同研究を行った。1908年、ゲプリュフター・ファッハラー（geprüfter Fachlehrer、教師の資格）を取得。そして、アイントホーフェンにあるフィリップス物理研究所の初代科学部長に就任。
1909年、ライデン大学でヘイケ・カメルリング・オネスの助手となる。ライデンでは、初めて超伝導現象を目撃したのはホルストだとされている。
ジル・ホルスト賞は、1939年に初めて授与された。
1968年10月11日、オランダで死去、82歳。